# Muraltia rosmarinifolia
Muraltia rosmarinifolia är en jungfrulinsväxtart som beskrevs av Margaret Rutherford Bryan Levyns. Muraltia rosmarinifolia ingår i släktet Muraltia och familjen jungfrulinsväxter. Inga underarter finns listade i Catalogue of Life.